# サワコの朝
『サワコの朝』（サワコのあさ）は、毎日放送とTBSテレビの共同製作により、TBS系列で2011年10月1日から2021年3月27日まで、毎週土曜日の7:30 - 8:00（JST）に放送されていたトーク番組である。阿川佐和子の冠番組で、パナソニックグループの単独スポンサー番組であった。

## 概要
タレントでエッセイストの阿川佐和子が毎回、各界で活躍する著名人と1対1のトークを展開する。番組序盤には「思い出の中で今でも輝いている曲」を、番組終盤には「今、心に響く曲」と題してゲストお気に入りの楽曲について語る。これらの楽曲は基本番組で用意されるが、小林亜星がゲスト出演した際は自前の蓄音機とレコードをスタジオに持ち込み、小林が自ら蓄音機を操作して楽曲を流し、井上芳雄・秋川雅史出演時は楽曲のひとつを自ら披露している（グランドピアノも持ち込み、別カットで収録）。楽曲によってはTBSテレビで放送された歌番組（『ザ・ベストテン』など）の映像が使用されることもある。
番組でゲストが座る椅子は、スタジオに置かれた6脚（種類は毎回異なる）の中からオープニングでゲスト自身に選ばせる。但し辰巳芳子出演の際は年齢（出演時点で93歳）を配慮して行われず、最初から椅子に座った状態で登場した。この椅子は提供クレジット表示中に椅子選びの模様が流れ、選んだ椅子がアップになった所で番組本編に入る。なおピアニストがゲストの場合は、演奏用のグランドピアノをスタジオに設置することにより椅子6脚分のスペースがなくなるため、椅子選びは実施しない（大江千里出演時は配置を工夫して実施）。また寺尾聰がゲスト出演した時には、かつて同局で放送されていた『ザ・ベストテン』で製作された特製の赤いソファーが用意され（それ以外の椅子も用意されていた）、それに座ってトークをしている。
2011年10月29日放送分より、オープニングでナレーションによるゲスト紹介が挿入されるようになった。
実質的な制作はTBS系列で日曜22時台に放送されていた『EXILE魂』（2012年9月終了）と同じくTBSテレビで行われており、毎日放送は番組送出とスポンサーセールスを担当する。
2012年4月、「ギャラクシー賞テレビ部門」4月度月間賞を受賞した。
2015年10月3日放送分よりステレオ2音声においての解説放送を開始。
2017年4月15日放送分より、『アニメサタデー630』終了直後の7:28:30（当初は7:29:00）よりカウントダウン番組として、当日出演のゲストに楽屋で収録に対する意気込みを聞く「もうすぐサワコの朝」が開始。ステブレレスでオープニングがスタートする。当初は画面右上で秒数がカウントダウンされていた。なお「もうすぐサワコの朝」では字幕放送・解説放送は行わない。なお2019年7月改編でのアニメサタデー630の廃止と共に「もうすぐサワコの朝」も廃止され、前番組の『東京VICTORY』とステブレレスで接続となった。
2020年4月25日 - 5月23日放送分は、新型コロナウイルス感染症の流行により、スタジオでの番組の新規収録が停止されていたため、総集編を放送した。5月30日放送分から新規収録が再開されたが、感染対策として番組構成が一部変更されている。
なお、単独スポンサーを担当しているパナソニックグループは自社提供を字幕放送のCMバージョンとして放送していた（放送開始時は画面の左上か右上のどちらかに字幕のサインを出していた）。

## 番組の終了とその後
2020年12月27日放送のTBSラジオ『爆笑問題の日曜サンデー』内のコーナー「ここは赤坂応接間」に阿川がゲスト出演した際に、阿川が「来春で（当番組が）終わる」ことを発言。その後、翌2021年1月20日に開かれた毎日放送社長・三村景一のオンライン定例会見で、2021年3月27日に終了することが正式に発表された。
2021年3月27日をもって、10年間・通算放送回数473回の歴史に幕を下ろした。該当枠は翌週より、後座番組の『サタデープラス』が30分前拡大した。なお、パナソニックは枠拡大後の同番組のスポンサーとして60秒CMを放映している。
なお、本番組の終了から1年後の2022年4月2日より、日曜17時枠から『所さんお届けモノです!』（本番組と異なり毎日放送単独制作）が枠移動し、該当枠は約1年ぶりに復帰となった。放送枠は28分に短縮され、『サタデープラス』も7時58分開始となる。

## 出演者
- 阿川佐和子
- ゲスト1組
  - 基本的に男性と女性が交互に出演しているが、それほど厳密でもない。
  - 親子での出演は森山良子（第10回）と森山直太朗（第143回）、兄弟での出演は9代目松本幸四郎 ※当時（第1回）と中村吉右衛門（第196回）、複数人の同時起用はTHE ALFEE（第146回）、お笑いコンビの一方が出演した後に相方も出演するという例は爆笑問題（第52回の田中裕二と第177回の太田光）が初めてである。
  - 基本的に画面向かって左に阿川、右にゲストが座る。ただしビートたけしが出演した際は「漫才の立ち位置の癖で、（向かって）左じゃないと緊張する」という本人の希望で、左右逆になっていた。たけしの他には奈良岡朋子も同様の座り位置だった。
  - TBS系列のテレビドラマ（特に毎日放送制作のスペシャルドラマ）およびTBSが制作に携わっている映画や舞台の宣伝は積極的に行っているが、『パナソニック ドラマシアター』→『月曜ミステリーシアター』[注 9]最新作の宣伝に関しては、同じTBS系列パナソニックグループ単独スポンサー番組でありながら開始当初はあまり積極的でなかった[注 10]。
  - 上述のパナソニックドラマシアター出演者のほか、パナソニックグループのイメージキャラクターの出演も少なかった[注 11]が、2018年以降は出演が増えていった。また、パナソニックと競合関係にある企業に関連した人物が出演したこともあり、当時東芝イメージキャラクター（への起用が発表された直後）だった優香や日立製作所・日立グループのCMソングを作曲している小林亜星、東芝ブレイブルーパス出身（パナソニックも競合ラグビーチームを持っている）の廣瀬俊朗が出演したことがある。
  - 次回予告ゲストの紹介後、回によっては今後のゲストラインナップ（主に放映日から概ね1か月先までの3人）を紹介することもある。

## ゲスト
| 回 | 放送日   | ゲスト          | 備考      |
| -- | -------- | --------------- | --------- |
| 1  | 10月1日  | 9代目松本幸四郎 | [ 注 12 ] |
| 2  | 10月8日  | 野村克也        |           |
| 3  | 10月15日 | 木村多江        |           |
| 4  | 10月22日 | 堺正章          |           |
| 5  | 10月29日 | 綿矢りさ        |           |
| 6  | 11月5日  | 関口宏          |           |
| 7  | 11月12日 | 渡辺えり        |           |
| 8  | 11月19日 | 宮沢りえ        |           |
| 9  | 11月26日 | 尾木直樹        |           |
| 10 | 12月3日  | 森山良子        |           |
| 11 | 12月10日 | 林家三平        |           |
| 12 | 12月17日 | 東山紀之        |           |
| 13 | 12月24日 | 熊川哲也        |           |

| 回 | 放送日   | ゲスト             | 備考      |
| -- | -------- | ------------------ | --------- |
| 14 | 1月7日   | 伊東四朗           |           |
| 15 | 1月14日  | 三浦知良           |           |
| 16 | 1月21日  | 高嶋ちさ子         |           |
| 17 | 1月28日  | 清水ミチコ         |           |
| 18 | 2月4日   | 栗城史多           |           |
| 19 | 2月11日  | 麻生久美子         |           |
| 20 | 2月18日  | マツコ・デラックス |           |
| 21 | 2月25日  | 福岡伸一           |           |
| 22 | 3月3日   | 市村正親           |           |
| 23 | 3月10日  | 平原綾香           |           |
| 24 | 3月17日  | 三谷幸喜           |           |
| 25 | 3月24日  | 真矢みき           | [ 注 13 ] |
| 26 | 3月31日  | 落合博満           |           |
| 27 | 4月14日  | 高島礼子           |           |
| 28 | 4月21日  | 役所広司           |           |
| 29 | 4月28日  | 郷ひろみ           |           |
| 30 | 5月5日   | さかなクン         |           |
| 31 | 5月12日  | クルム伊達公子     | [ 注 14 ] |
| 32 | 5月19日  | 薬丸裕英           |           |
| 33 | 5月26日  | 檀れい             |           |
| 34 | 6月2日   | 市川亀治郎         | [ 注 15 ] |
| 35 | 6月9日   | 吉瀬美智子         | [ 注 16 ] |
| 36 | 6月16日  | 江川卓             |           |
| 37 | 6月23日  | ベッキー           |           |
| 38 | 6月30日  | 中井貴一           |           |
| 39 | 7月7日   | 石井ふく子         |           |
| 40 | 7月14日  | 小日向文世         | [ 注 17 ] |
| 41 | 7月21日  | 辻井伸行           | [ 注 18 ] |
| 42 | 7月28日  | 高橋克典           |           |
| 43 | 8月4日   | 藤あや子           |           |
| 44 | 8月11日  | 蜷川幸雄           | [ 注 19 ] |
| 45 | 8月18日  | 尾野真千子         |           |
| 46 | 8月25日  | ドナルド・キーン   |           |
| 47 | 9月1日   | 沢村一樹           |           |
| 48 | 9月8日   | 上原ひろみ         | [ 注 20 ] |
| 49 | 9月15日  | 浜口京子           |           |
| 50 | 9月22日  | 遠藤秀紀           |           |
| 51 | 9月29日  | 鈴木保奈美         |           |
| 52 | 10月6日  | 田中裕二           |           |
| 53 | 10月13日 | 林真理子           |           |
| 54 | 10月20日 | 大久保佳代子       |           |
| 55 | 10月27日 | 伊集院静           |           |
| 56 | 11月3日  | 西原理恵子         |           |
| 57 | 11月10日 | 川淵三郎           |           |
| 58 | 11月17日 | 船越英一郎         | [ 注 17 ] |
| 59 | 11月24日 | 菊間千乃           |           |
| 60 | 12月1日  | 高畑淳子           |           |
| 61 | 12月8日  | 柳原可奈子         |           |
| 62 | 12月15日 | JUJU               |           |
| 63 | 12月22日 | 川平慈英           |           |

| 回  | 放送日   | ゲスト             | 備考                |
| --- | -------- | ------------------ | ------------------- |
| 64  | 1月12日  | 佐々木蔵之介       | [ 注 17 ]           |
| 65  | 1月19日  | 香山リカ           |                     |
| 66  | 1月26日  | 室伏広治           |                     |
| 67  | 2月2日   | LiLiCo             |                     |
| 68  | 2月9日   | 劇団ひとり         |                     |
| 69  | 2月16日  | 中村勘九郎         |                     |
| 70  | 2月23日  | 山本浩二           |                     |
| 71  | 3月2日   | 柴咲コウ           |                     |
| 72  | 3月9日   | 野口健             |                     |
| 73  | 3月16日  | 久本雅美           |                     |
| 74  | 3月23日  | 内村光良           |                     |
| 75  | 3月30日  | 小川洋子           |                     |
| 76  | 4月6日   | 高橋克実           | [ 注 17 ]           |
| 77  | 4月20日  | 吉川晃司           |                     |
| 78  | 4月27日  | 立川志の輔         |                     |
| 79  | 5月4日   | 福田彩乃           |                     |
| 80  | 5月11日  | 栗原はるみ         |                     |
| 81  | 5月18日  | 鈴木福             | [ 注 21 ]           |
| 82  | 5月25日  | 横山剣             |                     |
| 83  | 6月1日   | 阿部サダヲ         |                     |
| 84  | 6月8日   | 五木寛之           |                     |
| 85  | 6月15日  | YOU                |                     |
| 86  | 6月22日  | 土田晃之           |                     |
| 87  | 6月29日  | 長沼毅             | [ 注 22 ]           |
| 88  | 7月6日   | 小泉孝太郎         | [ 注 17 ] [ 注 22 ] |
| 89  | 7月13日  | 石塚英彦           |                     |
| 90  | 7月20日  | 岩下尚史           |                     |
| 91  | 7月27日  | 三宅宏実           |                     |
| 92  | 8月3日   | 妹尾河童           |                     |
| 93  | 8月10日  | 増田明美           |                     |
| 94  | 8月17日  | 葉加瀬太郎         |                     |
| 95  | 8月24日  | 瀬戸内寂聴         |                     |
| 96  | 8月31日  | 青木さやか         |                     |
| 97  | 9月7日   | 渡辺謙             |                     |
| 98  | 9月14日  | 是枝裕和           |                     |
| 99  | 9月21日  | 小池栄子           |                     |
| 100 | 9月28日  | ビートたけし       |                     |
| 101 | 10月5日  | 椎名桔平           | [ 注 17 ]           |
| 102 | 10月12日 | 橋田壽賀子         |                     |
| 103 | 10月19日 | 小池徹平           |                     |
| 104 | 10月26日 | 齋藤孝             |                     |
| 105 | 11月2日  | 壇蜜               |                     |
| 106 | 11月9日  | 種田陽平           |                     |
| 107 | 11月16日 | 渡辺貞夫           |                     |
| 108 | 11月23日 | 関根勤             |                     |
| 109 | 11月30日 | いっこく堂         |                     |
| 110 | 12月7日  | 千住明             |                     |
| 111 | 12月14日 | 石原さとみ         |                     |
| 112 | 12月21日 | 押切もえ           |                     |
| 113 | 12月28日 | 滝川クリステル     | [ 注 23 ]           |
| ※SP | 12月30日 | 2013年末スペシャル | [ 注 24 ]           |

| 回  | 放送日   | ゲスト                 | 備考                |
| --- | -------- | ---------------------- | ------------------- |
| 114 | 1月11日  | 古田新太               | [ 注 17 ]           |
| 115 | 1月18日  | 吉行和子               |                     |
| 116 | 1月25日  | 陳建一                 |                     |
| 117 | 2月1日   | 戸田奈津子             |                     |
| 118 | 2月8日   | 竹野内豊               |                     |
| 119 | 2月15日  | 竹田恒泰               |                     |
| 120 | 2月22日  | 篠原ともえ             |                     |
| 121 | 3月1日   | 藤原竜也               |                     |
| 122 | 3月8日   | 吉田類                 |                     |
| 123 | 3月15日  | 安藤美姫               |                     |
| 124 | 3月22日  | 佐藤浩市               |                     |
| 125 | 3月29日  | 優香                   | [ 注 25 ]           |
| 126 | 4月5日   | 宮迫博之               | [ 注 17 ]           |
| 127 | 4月19日  | 宮本慎也               |                     |
| 128 | 4月26日  | 安藤忠雄               |                     |
| 129 | 5月3日   | 太川陽介               |                     |
| 130 | 5月10日  | 長澤まさみ             |                     |
| 131 | 5月17日  | 谷川俊太郎             |                     |
| 132 | 5月24日  | 山中伸弥               |                     |
| 133 | 5月31日  | 吉川美代子             | [ 注 26 ] [ 注 27 ] |
| 134 | 6月7日   | 松田聖子               |                     |
| 135 | 6月14日  | ナオト・インティライミ |                     |
| 136 | 6月21日  | 行定勲                 |                     |
| 137 | 6月28日  | 和田アキ子             |                     |
| 138 | 7月5日   | 柴門ふみ               |                     |
| 139 | 7月12日  | 峰竜太                 | [ 注 17 ]           |
| 140 | 7月19日  | 中村メイコ             |                     |
| 141 | 7月26日  | 片岡愛之助             |                     |
| 142 | 8月2日   | 水谷豊                 |                     |
| 143 | 8月9日   | 森山直太朗             |                     |
| 144 | 8月16日  | 高橋みなみ             |                     |
| 145 | 8月23日  | 野口聡一               |                     |
| 146 | 8月30日  | THE ALFEE              |                     |
| 147 | 9月6日   | 八代亜紀               |                     |
| 148 | 9月13日  | 吉田沙保里             |                     |
| 149 | 9月20日  | 佐渡裕                 |                     |
| 150 | 9月27日  | 石田純一               |                     |
| 151 | 10月4日  | 寺島しのぶ             |                     |
| 152 | 10月11日 | 東儀秀樹               |                     |
| 153 | 10月18日 | 佐藤隆太               | [ 注 17 ]           |
| 154 | 10月25日 | 黒田知永子             |                     |
| 155 | 11月1日  | 所ジョージ             |                     |
| 156 | 11月8日  | 荒川良々               |                     |
| 157 | 11月15日 | 糸井重里               |                     |
| 158 | 11月22日 | 三浦友和               |                     |
| 159 | 11月29日 | 鈴木京香               |                     |
| 160 | 12月6日  | 坂本冬美               | [ 注 22 ]           |
| 161 | 12月13日 | 松重豊                 |                     |
| 162 | 12月20日 | 関根麻里               |                     |
| 163 | 12月27日 | 松井秀喜               |                     |

| 回  | 放送日   | ゲスト               | 備考      |
| --- | -------- | -------------------- | --------- |
| 164 | 1月10日  | 高橋惠子             | [ 注 17 ] |
| 165 | 1月17日  | 倉本聰               |           |
| 166 | 1月24日  | 徳永英明             |           |
| 167 | 1月31日  | 西田敏行             |           |
| 168 | 2月7日   | コシノヒロコ         |           |
| 169 | 2月14日  | 美輪明宏             |           |
| 170 | 2月21日  | 堀北真希             |           |
| 171 | 2月28日  | 横山裕               |           |
| 172 | 3月7日   | 坂東玉三郎           |           |
| 173 | 3月14日  | 綾小路きみまろ       |           |
| 174 | 3月21日  | 山田邦子             |           |
| 175 | 3月28日  | 富司純子             |           |
| 176 | 4月4日   | 泉ピン子             |           |
| 177 | 4月18日  | 太田光、太田光代     |           |
| 178 | 4月25日  | 佐藤健               |           |
| 179 | 5月2日   | 大竹しのぶ           |           |
| 180 | 5月9日   | 天童よしみ           |           |
| 181 | 5月16日  | 若尾文子             |           |
| 182 | 5月23日  | 又吉直樹             |           |
| 183 | 5月30日  | 樹木希林             |           |
| 184 | 6月6日   | 野村萬斎             |           |
| 185 | 6月13日  | 岸惠子               |           |
| 186 | 6月20日  | 市原悦子             |           |
| 187 | 6月27日  | 大石静               |           |
| 188 | 7月4日   | 鬼龍院翔             |           |
| 189 | 7月11日  | 宇崎竜童、阿木燿子   |           |
| 190 | 7月18日  | 草笛光子             |           |
| 191 | 7月25日  | 柚希礼音             |           |
| 192 | 8月1日   | 土井善晴             |           |
| 193 | 8月8日   | 萩本欽一             |           |
| 194 | 8月15日  | 向井理               |           |
| 195 | 8月29日  | 貴乃花光司、花田景子 | [ 注 28 ] |
| 196 | 9月5日   | 中村吉右衛門         |           |
| 197 | 9月12日  | 吉田鋼太郎           |           |
| 198 | 9月19日  | ピーター             |           |
| 199 | 9月26日  | 澤穂希               |           |
| 200 | 10月3日  | 笑福亭鶴瓶           |           |
| 201 | 10月10日 | 綾野剛               |           |
| 202 | 10月17日 | コロッケ             |           |
| 203 | 10月24日 | 倍賞美津子           |           |
| 204 | 10月31日 | 浅丘ルリ子           |           |
| 205 | 11月7日  | 蛭子能収             |           |
| 206 | 11月14日 | 岡江久美子           |           |
| 207 | 11月21日 | 平野レミ             |           |
| 208 | 11月28日 | 野村忠宏             |           |
| 209 | 12月5日  | 近藤真彦             |           |
| 210 | 12月12日 | 香川京子             |           |
| 211 | 12月19日 | 恵俊彰               |           |
| 212 | 12月26日 | 内藤剛志             |           |

| 回  | 放送日   | ゲスト             | 備考      |
| --- | -------- | ------------------ | --------- |
| 213 | 1月9日   | 長嶋茂雄           |           |
| 214 | 1月16日  | 香取慎吾           |           |
| 215 | 1月23日  | 中野信子           |           |
| 216 | 1月30日  | 大村智             |           |
| 217 | 2月6日   | 桂文枝             |           |
| 218 | 2月13日  | 中尾ミエ           |           |
| 219 | 2月20日  | おすぎとピーコ     |           |
| 220 | 2月27日  | 火野正平           |           |
| 221 | 3月5日   | 原晋               |           |
| 222 | 3月12日  | 桃井かおり         |           |
| 223 | 3月19日  | 前田美波里         |           |
| 224 | 3月26日  | 高田純次           |           |
| 225 | 4月2日   | 山瀬まみ           |           |
| 226 | 4月23日  | 髙橋大輔           |           |
| 227 | 4月30日  | 岩下志麻           | [ 注 29 ] |
| 228 | 5月7日   | 安藤優子           |           |
| 229 | 5月14日  | 奥田瑛二           |           |
| 230 | 5月21日  | 隈研吾             |           |
| 231 | 5月28日  | ジュディ・オング   |           |
| 232 | 6月4日   | 三宅裕司           |           |
| 233 | 6月11日  | 髙橋真梨子         |           |
| 234 | 6月18日  | 宮藤官九郎         |           |
| 235 | 6月25日  | 芳村真理           |           |
| 236 | 7月2日   | 森昌子             |           |
| 237 | 7月9日   | 桂由美             |           |
| 238 | 7月16日  | 寺尾聰             |           |
| 239 | 7月23日  | 水森亜土           |           |
| 240 | 7月30日  | 加山雄三           |           |
| 241 | 8月6日   | 友近               |           |
| 242 | 8月20日  | 藤井フミヤ         |           |
| 243 | 8月27日  | いとうあさこ       |           |
| 244 | 9月3日   | 杉山愛             |           |
| 245 | 9月10日  | 榊原郁恵           |           |
| 246 | 9月17日  | 片桐はいり         |           |
| 247 | 9月24日  | 由紀さおり         |           |
| 248 | 10月1日  | 春風亭昇太         |           |
| 249 | 10月8日  | 本木雅弘           |           |
| 250 | 10月15日 | 福原愛             |           |
| 251 | 10月22日 | 玉置浩二、青田典子 |           |
| 252 | 10月29日 | キムラ緑子         |           |
| 253 | 11月5日  | 小林幸子           |           |
| 254 | 11月12日 | 宮本亜門           |           |
| 255 | 11月19日 | 岩崎宏美           |           |
| 256 | 11月26日 | 夏井いつき         |           |
| 257 | 12月3日  | 梅沢富美男         |           |
| 258 | 12月10日 | 島田順子           |           |
| 259 | 12月18日 | 青木崇高           |           |
| 260 | 12月24日 | 中園ミホ           |           |

| 回  | 放送日   | ゲスト             | 備考      |
| --- | -------- | ------------------ | --------- |
| 261 | 1月7日   | 渡辺謙（2回目）    | [ 注 30 ] |
| 262 | 1月14日  | 三田寛子           | [ 注 31 ] |
| 263 | 1月21日  | 樋口可南子         |           |
| 264 | 1月28日  | 大江千里           | [ 注 32 ] |
| 265 | 2月4日   | 夏木マリ           |           |
| 266 | 2月11日  | 雨宮塔子           |           |
| 267 | 2月18日  | 山本耕史           |           |
| 268 | 2月25日  | 石川さゆり         |           |
| 269 | 3月4日   | 坂上みき           |           |
| 270 | 3月11日  | 前川清             |           |
| 271 | 3月18日  | 小宮悦子           |           |
| 272 | 3月25日  | 小松政夫           |           |
| 273 | 4月1日   | 土屋太鳳           |           |
| 274 | 4月15日  | 湊かなえ           |           |
| 275 | 4月22日  | 夏目三久           |           |
| 276 | 4月29日  | 星野源             |           |
| 277 | 5月6日   | 岡田准一           |           |
| 278 | 5月13日  | 北斗晶             |           |
| 279 | 5月20日  | サンドウィッチマン |           |
| 280 | 5月27日  | 中村玉緒           |           |
| 281 | 6月3日   | 森山未來           |           |
| 282 | 6月10日  | 名取裕子           |           |
| 283 | 6月17日  | 五嶋龍             |           |
| 284 | 6月24日  | 江波杏子           |           |
| 285 | 7月1日   | 長谷部誠           |           |
| 286 | 7月8日   | 萬田久子           |           |
| 287 | 7月15日  | ヒロミ             |           |
| 288 | 7月22日  | 浅田美代子         |           |
| 289 | 7月29日  | 江原啓之           |           |
| 290 | 8月5日   | 村治佳織           |           |
| 291 | 8月12日  | 由美かおる         |           |
| 292 | 8月19日  | ハリセンボン       |           |
| 293 | 8月26日  | 田中泯             |           |
| 294 | 9月2日   | IKKO               |           |
| 295 | 9月9日   | さだまさし         |           |
| 296 | 9月16日  | 五木ひろし         |           |
| 297 | 9月23日  | 石坂浩二           |           |
| 298 | 9月30日  | 矢野顕子           |           |
| 299 | 10月7日  | 檀ふみ             | [ 注 33 ] |
| 300 | 10月14日 | 檀ふみ             | [ 注 33 ] |
| 301 | 10月21日 | 張本勲             |           |
| 302 | 10月28日 | 博多華丸・大吉     |           |
| 303 | 11月4日  | 加賀まりこ         |           |
| 304 | 11月11日 | 林修               |           |
| 305 | 11月18日 | 松本隆             |           |
| 306 | 11月25日 | 正司照枝           |           |
| 307 | 12月2日  | 小柳ルミ子         |           |
| 308 | 12月9日  | 八木亜希子         |           |
| 309 | 12月16日 | 高橋尚子           |           |
| 310 | 12月23日 | 山本リンダ         |           |

| 回  | 放送日   | ゲスト                            | 備考      |
| --- | -------- | --------------------------------- | --------- |
| 311 | 1月6日   | 10代目松本幸四郎、市川染五郎      | [ 注 34 ] |
| 312 | 1月13日  | 藤真利子                          |           |
| 313 | 1月20日  | 村上茉愛                          |           |
| 314 | 1月27日  | 小林亜星                          |           |
| 315 | 2月3日   | 藤竜也                            |           |
| 316 | 2月10日  | ミッツ・マングローブ              |           |
| 317 | 2月17日  | デヴィ夫人                        |           |
| 318 | 2月24日  | 竹下景子                          |           |
| 319 | 3月3日   | 野口五郎                          |           |
| 320 | 3月10日  | 梶芽衣子                          |           |
| 321 | 3月17日  | ムロツヨシ                        | [ 注 35 ] |
| 322 | 3月24日  | 浅田真央                          |           |
| 323 | 3月31日  | 春爛漫!聞けば幸せになれるトークSP | [ 注 36 ] |
| 324 | 4月14日  | 菊池桃子                          |           |
| 325 | 4月21日  | 髙木菜那                          |           |
| 326 | 4月28日  | 鳳蘭                              |           |
| 327 | 5月5日   | ホラン千秋                        |           |
| 328 | 5月12日  | コシノジュンコ                    |           |
| 329 | 5月19日  | イルカ                            |           |
| 330 | 5月26日  | 堀越希実子                        | [ 注 37 ] |
| 331 | 6月2日   | 山田洋次                          |           |
| 332 | 6月9日   | 大泉洋                            |           |
| 333 | 6月16日  | 白石加代子                        |           |
| 334 | 6月23日  | 田原俊彦                          |           |
| 335 | 6月30日  | 今陽子                            |           |
| 336 | 7月7日   | 綾瀬はるか                        | [ 注 23 ] |
| 337 | 7月14日  | 辰巳芳子                          | [ 注 38 ] |
| 338 | 7月21日  | アンミカ                          |           |
| 339 | 7月28日  | 木下ほうか                        |           |
| 340 | 8月4日   | 研ナオコ                          |           |
| 341 | 8月11日  | 布施明                            |           |
| 342 | 8月18日  | 中田久美                          |           |
| 343 | 9月1日   | 市毛良枝                          |           |
| 344 | 9月8日   | 氷川きよし                        |           |
| 345 | 9月15日  | 山村紅葉                          |           |
| 346 | 9月22日  | 石田ゆり子                        | [ 注 35 ] |
| 347 | 9月29日  | 假屋崎省吾                        |           |
| 348 | 10月6日  | 原田美枝子                        |           |
| 349 | 10月13日 | 安田顕                            |           |
| 350 | 10月20日 | 森泉                              |           |
| 351 | 10月27日 | 磯田道史                          |           |
| 352 | 11月3日  | 安藤和津                          |           |
| 353 | 11月10日 | 草刈正雄                          |           |
| 354 | 11月17日 | 遠藤憲一                          | [ 注 23 ] |
| 355 | 11月24日 | クミコ                            |           |
| 356 | 12月1日  | ビートたけし（2回目）             | [ 注 39 ] |
| 357 | 12月8日  | 森口博子                          |           |
| 358 | 12月15日 | 清塚信也                          |           |
| 359 | 12月22日 | ブラックマヨネーズ                |           |
| 360 | 12月29日 | 年末スペシャル                    | [ 注 36 ] |

| 回  | 放送日   | ゲスト                                         | 備考                                    |
| --- | -------- | ---------------------------------------------- | --------------------------------------- |
| 361 | 1月5日   | 浅野ゆう子                                     |                                         |
| 362 | 1月12日  | 島崎和歌子                                     |                                         |
| 363 | 1月19日  | ヤマザキマリ                                   |                                         |
| 364 | 1月26日  | 賀来千香子                                     |                                         |
| 365 | 2月2日   | 室井滋                                         |                                         |
| 366 | 2月9日   | 千原ジュニア                                   |                                         |
| 367 | 2月16日  | 森山良子（2回目）、清水ミチコ（2回目）         | [ 注 39 ]                               |
| 368 | 2月23日  | ブルゾンちえみ                                 |                                         |
| 369 | 3月2日   | 戸田恵梨香                                     |                                         |
| 370 | 3月9日   | みやぞん                                       |                                         |
| 371 | 3月16日  | 草刈民代                                       |                                         |
| 372 | 3月23日  | 内野聖陽                                       |                                         |
| 373 | 3月30日  | 林家たい平                                     |                                         |
| 374 | 4月6日   | 寺島しのぶ（2回目）、寺嶋眞秀                  | [ 注 40 ]                               |
| 375 | 4月20日  | 松本薫                                         |                                         |
| 376 | 4月27日  | 倍賞千恵子                                     |                                         |
| 377 | 5月4日   | 井上芳雄                                       |                                         |
| 378 | 5月11日  | 松坂桃李                                       |                                         |
| 379 | 5月18日  | 沢松奈生子                                     |                                         |
| 380 | 5月25日  | 伊藤蘭                                         |                                         |
| 381 | 6月1日   | 伊藤美誠                                       |                                         |
| 382 | 6月8日   | 下重暁子                                       |                                         |
| 383 | 6月15日  | 堤真一                                         |                                         |
| 384 | 6月22日  | 秋川雅史                                       |                                         |
| 385 | 6月29日  | 菊池和子                                       |                                         |
| 386 | 7月6日   | 宮本信子                                       |                                         |
| 387 | 7月13日  | 高橋一生                                       |                                         |
| 388 | 7月20日  | 勝野洋、キャシー中島                           |                                         |
| 389 | 7月27日  | 鎌田實                                         |                                         |
| 390 | 8月3日   | 柄本佑                                         |                                         |
| 391 | 8月10日  | 蜷川実花                                       |                                         |
| 392 | 8月17日  | 令和に伝えたい 昭和の大女優スペシャル          | [ 注 41 ]                               |
| 393 | 8月24日  | 三遊亭小遊三                                   |                                         |
| 394 | 8月31日  | 村木厚子                                       |                                         |
| 395 | 9月7日   | 村田吉弘                                       | [ 注 42 ]                               |
| 396 | 9月14日  | 南果歩                                         |                                         |
| 397 | 9月21日  | 中村メイコ（2回目）、神津カンナ、神津はづき    | [ 注 43 ]                               |
| 398 | 10月5日  | 吉永小百合                                     | [ 注 44 ] [ 注 36 ]                     |
| 399 | 10月12日 | 尾上菊之助                                     | [ 注 44 ] [ 注 36 ]                     |
| 400 | 10月19日 | 安住紳一郎                                     | [ 注 45 ] [ 注 26 ] [ 注 44 ] [ 注 36 ] |
| 401 | 10月26日 | 岩城滉一、結城アンナ                           | [ 注 44 ] [ 注 36 ]                     |
| 402 | 11月2日  | 山本陽子                                       |                                         |
| 403 | 11月9日  | 千住真理子                                     |                                         |
| 404 | 11月16日 | 奈良岡朋子                                     |                                         |
| 405 | 11月23日 | 内田也哉子                                     |                                         |
| 406 | 11月30日 | 武田真治                                       |                                         |
| 407 | 12月7日  | 真矢ミキ（2回目）                              | [ 注 39 ]                               |
| 408 | 12月14日 | 廣瀬俊朗                                       |                                         |
| 409 | 12月21日 | 伊東ゆかり                                     |                                         |
| 410 | 12月28日 | 三谷幸喜（2回目）、大竹しのぶ（2回目）、南伸坊 | [ 注 46 ]                               |

| 回  | 放送日   | ゲスト                                        | 備考                |
| --- | -------- | --------------------------------------------- | ------------------- |
| 411 | 1月4日   | 北島三郎                                      |                     |
| 412 | 1月11日  | 後藤久美子                                    |                     |
| 413 | 1月18日  | 立川談春                                      |                     |
| 414 | 1月25日  | 広末涼子                                      |                     |
| 415 | 2月1日   | 毒蝮三太夫                                    |                     |
| 416 | 2月8日   | 丸山桂里奈                                    |                     |
| 417 | 2月15日  | 水前寺清子                                    |                     |
| 418 | 2月22日  | 松岡修造                                      |                     |
| 419 | 2月29日  | 森下洋子                                      |                     |
| 420 | 3月7日   | 神田伯山                                      |                     |
| 421 | 3月14日  | 佐久間良子                                    |                     |
| 422 | 3月21日  | 角田光代                                      |                     |
| 423 | 3月28日  | 林家木久扇、林家木久蔵                        |                     |
| 424 | 4月4日   | 高畑充希                                      |                     |
| 425 | 4月11日  | 風吹ジュン                                    |                     |
| 426 | 4月18日  | 久住有生                                      |                     |
| 427 | 4月25日  | 聞けば人生豊かになる!心に響く春の極上トークSP | [ 注 36 ]           |
| 428 | 5月2日   | 笑顔あふれるトークSP                          | [ 注 36 ]           |
| 429 | 5月9日   | 想い出の音楽と豪華トークSP                    | [ 注 36 ]           |
| 430 | 5月16日  | おうち時間を楽しもうSP                        | [ 注 36 ]           |
| 431 | 5月23日  | 今こそ伝えたい!心温まる“家族の絆”トークSP     | [ 注 36 ]           |
| 432 | 5月30日  | 大島美幸                                      |                     |
| 433 | 6月6日   | Matt                                          | [ 注 47 ]           |
| 434 | 6月13日  | 大江千里（2回目）                             | [ 注 39 ] [ 注 48 ] |
| 435 | 6月20日  | 松本伊代                                      |                     |
| 436 | 6月27日  | 山中伸弥（2回目）                             | [ 注 39 ] [ 注 49 ] |
| 437 | 7月4日   | 為末大                                        | [ 注 23 ]           |
| 438 | 7月11日  | 渡辺満里奈                                    |                     |
| 439 | 7月18日  | 美保純                                        |                     |
| 440 | 7月25日  | 高橋英樹、高橋真麻                            |                     |
| 441 | 8月1日   | 伊沢拓司                                      |                     |
| 442 | 8月8日   | 尾上松也                                      |                     |
| 443 | 8月15日  | 菅田将暉                                      |                     |
| 444 | 8月22日  | 岡田晴恵                                      |                     |
| 445 | 8月29日  | 服部隆之、服部百音                            |                     |
| 446 | 9月5日   | 藤岡弘、、天翔愛、藤岡真威人                  |                     |
| 447 | 9月12日  | 六角精児                                      |                     |
| 448 | 9月19日  | 八嶋智人                                      |                     |
| 449 | 9月26日  | ヒロシ                                        |                     |
| 450 | 10月3日  | 安田章大                                      |                     |
| 451 | 10月10日 | 永作博美                                      |                     |
| 452 | 10月17日 | 飯尾和樹                                      |                     |
| 453 | 10月24日 | 原田知世                                      |                     |
| 454 | 10月31日 | 森田正光、森朗                                |                     |
| 455 | 11月7日  | イモトアヤコ                                  |                     |
| 456 | 11月14日 | 笠井信輔                                      |                     |
| 457 | 11月21日 | 東山紀之（2回目）                             | [ 注 39 ]           |
| 458 | 11月28日 | 高橋メアリージュン、高橋ユウ                  |                     |
| 459 | 12月5日  | ゲッターズ飯田                                |                     |
| 460 | 12月12日 | 加藤茶、加藤綾菜                              |                     |
| 461 | 12月19日 | 塩沼亮潤                                      |                     |

| 回  | 放送日  | ゲスト                                | 備考      |
| --- | ------- | ------------------------------------- | --------- |
| 462 | 1月9日  | 舘ひろし                              |           |
| 463 | 1月16日 | 東京03                                |           |
| 464 | 1月23日 | 井上尚弥                              |           |
| 465 | 1月30日 | 小川彩佳                              |           |
| 466 | 2月6日  | 角野卓造、近藤春菜                    |           |
| 467 | 2月13日 | 役所広司                              |           |
| 468 | 2月20日 | 西川悟平                              |           |
| 469 | 2月27日 | 小池栄子                              |           |
| 470 | 3月6日  | ナイツ                                |           |
| 471 | 3月13日 | 石井亮次                              | [ 注 50 ] |
| 472 | 3月20日 | 野村万作、野村萬斎（2回目）、野村裕基 | [ 注 51 ] |
| 473 | 3月27日 | 米倉涼子                              | 最終回    |

## ネット局と放送時間
ネット局では時刻表示を行っているが、番組送出ではなく各局送出となっていた。
| 放送対象地域   | 放送局                    | 系列    | 放送時間                 | ネット状況     |
| -------------- | ------------------------- | ------- | ------------------------ | -------------- |
| 近畿広域圏     | 毎日放送（MBS）           | TBS系列 | 土曜日 7時30分 - 8時00分 | 【共同制作局】 |
| 関東広域圏     | TBSテレビ（TBS）          | TBS系列 | 土曜日 7時30分 - 8時00分 | 【共同制作局】 |
| 北海道         | 北海道放送（HBC）         | TBS系列 | 土曜日 7時30分 - 8時00分 | 同時ネット     |
| 青森県         | 青森テレビ（ATV）         | TBS系列 | 土曜日 7時30分 - 8時00分 | 同時ネット     |
| 岩手県         | IBC岩手放送（IBC）        | TBS系列 | 土曜日 7時30分 - 8時00分 | 同時ネット     |
| 宮城県         | 東北放送（tbc）           | TBS系列 | 土曜日 7時30分 - 8時00分 | 同時ネット     |
| 山形県         | テレビユー山形（TUY）     | TBS系列 | 土曜日 7時30分 - 8時00分 | 同時ネット     |
| 福島県         | テレビユー福島（TUF）     | TBS系列 | 土曜日 7時30分 - 8時00分 | 同時ネット     |
| 山梨県         | テレビ山梨（UTY）         | TBS系列 | 土曜日 7時30分 - 8時00分 | 同時ネット     |
| 長野県         | 信越放送（SBC）           | TBS系列 | 土曜日 7時30分 - 8時00分 | 同時ネット     |
| 新潟県         | 新潟放送（BSN）           | TBS系列 | 土曜日 7時30分 - 8時00分 | 同時ネット     |
| 静岡県         | 静岡放送（SBS）           | TBS系列 | 土曜日 7時30分 - 8時00分 | 同時ネット     |
| 富山県         | チューリップテレビ（TUT） | TBS系列 | 土曜日 7時30分 - 8時00分 | 同時ネット     |
| 石川県         | 北陸放送（MRO）           | TBS系列 | 土曜日 7時30分 - 8時00分 | 同時ネット     |
| 中京広域圏     | CBCテレビ（CBC）          | TBS系列 | 土曜日 7時30分 - 8時00分 | 同時ネット     |
| 鳥取県・島根県 | 山陰放送（BSS）           | TBS系列 | 土曜日 7時30分 - 8時00分 | 同時ネット     |
| 岡山県・香川県 | RSK山陽放送（RSK）        | TBS系列 | 土曜日 7時30分 - 8時00分 | 同時ネット     |
| 広島県         | 中国放送（RCC）           | TBS系列 | 土曜日 7時30分 - 8時00分 | 同時ネット     |
| 山口県         | テレビ山口（tys）         | TBS系列 | 土曜日 7時30分 - 8時00分 | 同時ネット     |
| 愛媛県         | あいテレビ（itv）         | TBS系列 | 土曜日 7時30分 - 8時00分 | 同時ネット     |
| 高知県         | テレビ高知（KUTV）        | TBS系列 | 土曜日 7時30分 - 8時00分 | 同時ネット     |
| 福岡県         | RKB毎日放送（rkb）        | TBS系列 | 土曜日 7時30分 - 8時00分 | 同時ネット     |
| 長崎県         | 長崎放送（NBC）           | TBS系列 | 土曜日 7時30分 - 8時00分 | 同時ネット     |
| 熊本県         | 熊本放送（RKK）           | TBS系列 | 土曜日 7時30分 - 8時00分 | 同時ネット     |
| 大分県         | 大分放送（OBS）           | TBS系列 | 土曜日 7時30分 - 8時00分 | 同時ネット     |
| 宮崎県         | 宮崎放送（mrt）           | TBS系列 | 土曜日 7時30分 - 8時00分 | 同時ネット     |
| 鹿児島県       | 南日本放送（MBC）         | TBS系列 | 土曜日 7時30分 - 8時00分 | 同時ネット     |
| 沖縄県         | 琉球放送（RBC）           | TBS系列 | 土曜日 7時30分 - 8時00分 | 同時ネット     |

ネット配信
| 配信元           | 更新日時       | 備考                 |
| ---------------- | -------------- | -------------------- |
| TVer             | 土曜 8:00 更新 | 最新話限定で無料配信 |
| MBS動画イズム    | 土曜 8:00 更新 | 最新話限定で無料配信 |
| GYAO!            | 日曜 16:00更新 | 最新話限定で無料配信 |
| Paravi           | 更新時間不明   | 有料会員は全話見放題 |
| MBS動画イズム444 | 更新時間不明   | 有料会員は全話見放題 |

## 放送を休止・変更した事例
- 毎年4月上旬開催の男子ゴルフ『マスターズ・トーナメント』が放送される週は、本番組の放送を休止する。2020年は大会が11月に延期となったが、中継（14日）は朝7:00までとなったことから、本番組の休止はなかった。
- 2016年4月16日は、同日未明に発生した平成28年熊本地震（本震）関連のJNN報道特別番組放送のため休止。
- 2016年8月13日は、リオデジャネイロオリンピック・陸上予選（女子100m・男子400m）放送のため休止。
- 2018年8月25日は、ジャカルタアジア競技大会 男子マラソン放送のため休止。
- 2016年12月31日、2017年12月30日、2020年12月26日、2021年1月2日は、年末年始特別編成のため休止。
- 2019年9月28日は、『世界陸上ドーハ』女子マラソン中継のため休止。

## スタッフ
- タイトルデザイン（題字・オープニングアニメ）：和田誠
- ナレーション：坂上みき
- 構成：都築浩（都築→2020年7月 - ）、本松エリ、武田郁之輔（武田→一時離脱→復帰）、竹尾明子（竹尾→2018年3月 - ）
- TM：山下直（TBSテレビ）
- TD：井上久徳
- VE：深澤愛梨、吉田崇（週替り）
- カメラ：水崎雄太、梶谷美保（梶谷→以前はTD兼務、一時離脱）（週替り）
- 照明：紺野淳一、鈴木英敬、富井泰良（週替り）
- 音声：鈴木一長
- 美術プロデューサー：伊藤隆（アックス）
- 美術デザイン：勝藤俊則（アックス）
- 美術制作：落合竜司（ジーケン・アート）
- 装置：佐藤恵美
- 操作：篠原丈裕
- 植木装飾：猿山利昭
- 編集：山中陽子、中村勝史（週替り）
- MA：久保田隆
- 音効：大谷匡範
- TK：福田美由紀
- リサーチ：Ring、フォーミュレーション
- 編成：川島優子（TBSテレビ、2020年6月13日 - ）
- 番組アドバイザー（2017年9月2日 - ）：鶴本康彦（毎日放送、2019年7月20日 - ）
- 宣伝（2017年9月2日 - ）：安藤ひと実（毎日放送、2019年7月20日 - ）
- キャスティングP：富原宗祐（2017年8月26日まではキャスティングアソシエイト）
- AP：古舘由美子（2019年7月20日 -2020年6月までLP、2017年4月 - 2019年7月13日の間もAP）、川口結
- リサーチャー：喜多あおい
- デスク：大島史子、林朋海（林→2019年3月 - ）
- チーフAD/AD：黒木英紀
- AD：小川琴巳、岸本美里、三浦浩輝（週替り）
- 制作協力：TBS SPARKLE（旧TBS VISION、2019年1月5日 - ）
- 演出：片山亮[注 57]
- ディレクター：山木忠従、山中豪、小林恵美、尾崎義史/宮口景子、山口博、北山友亮、山本和子、川口央（週替り）
- プロデューサー：鈴木貴晴（TBSスパークル）
- チーフプロデューサー：合田忠弘（MBSテレビ、2019年7月20日 -、2018年7月7日 - 2019年7月13日は編成）、谷澤美和（TBSテレビ、2020年7月11日 - ）
- 製作著作：毎日放送・TBS[注 58]

### 過去のスタッフ
- ナレーション：豊田綾乃[注 59]（当時TBSアナウンサー）
- 構成：榊暁彦、勝木友香、横山雄一郎、シマダ秀樹、新貝典子（新貝→2019年6月15日 - ）
- TM：金澤健一、長谷川晃司、近藤明人、森享宏、榎芳栄、荒木健一（TBSテレビ）
- TD：南賢治
- VE：沖田祐貴、荒井秀訓、二階堂隼、對間敏文、佐藤希美、森竜二
- カメラ：廣岡達之
- 照明：梨本茂、公文大輔
- 音声：山崎和敏、藤井勝彦
- 美術プロデューサー：中原茂樹、有村美香（TBSテレビ）
- 美術デザイン：山口智広（TBSテレビ）
- 美術制作：半田裕記（ジーケン・アート）
- 装置：藤満達郎
- 植木装飾：菊地起矢
- 編集：福栄臣朗、市川敏之、飯田直美、遠藤顕史、伴圭史、今村慎、米山滋、村上健太郎、窪田直人、高橋慎一郎、室谷光則、早坂裕、鎌田裕樹
- TK：海東裕里奈
- 音効：平澤亜希、福永真弓
- リサーチ：つづき秀雄、渡辺学
- 編成：西澤和也（毎日放送、2017年9月2日 - 2018年6月30日）、中井芳彦（TBSテレビ、2018年3月 - 6月30日）、松本友香（TBSテレビ、2019年4月27日 - 7月）、青木伸介（TBSテレビ、2019年7月20日 - 2020年5月、 2018年7月7日 - 2019年3月も担当）
- 番組アドバイザー：白井敏雄（毎日放送、2017年9月2日 - 2018年6月30日)、登坂琢磨（毎日放送、2018年7月7日 - 2019年7月）
- 編成アソシエイト：永山由紀子、今井夏木、池田尚弘（池田→2017年8月26日までは編成アソシエイト）（TBSテレビ）
- 宣伝（2017年9月2日 - ）：竹山亜紀（毎日放送、2017年9月2日 - 2019年7月13日）
- AP：清水由花（TBSテレビ）、高橋杏子、崎濱かおり、齋藤美紀（齋藤→2017年4月 - 9月）、市川舞子
- デスク：林瑞代（2018年4月 - ）
- スーパーバイザー：下尾雅美（2019年8月 - ）
- AD：高田真由子、井山みきこ、井村太一、佐々木美穂、山岸祐子、工藤悠希、田中拓也、猪股豊、安齋裕美、三宅麻希、早舩康太郎、伊藤優衣、金澤雄介、袰岩慧、坂本七菜、長谷川出海、森野宏紀、中川優花、薗田克哉、谷村美保、高橋りこ、石川珠美、明石和人
- ディレクター：大矢慎吾、千坂優太、持田謙二、西村佳子、常盤俊郎、川崎敬、桜井徹、斎藤雅美
- チーフディレクター：伏貫健介（TBS-V）
- 演出：大矢慎吾、新井康孝、和田好充（以上TBS-V）、飯田晃嘉（TBSスパークル）
- プロデューサー：小泉美果（TBS-V→TBSテレビ）、渡部宗一、酒井祐輔（渡部・酒井→共にTBSテレビ）、春日孝夫（TBS-V）
- チーフプロデューサー：石田敦子→深迫康之（毎日放送）、高田直→中野匡人→菊野浩樹[注 60]→満田尚子[注 61]→佐野香[注 62]（TBSテレビ）